# Буке (Од)
Буке (фр. Bousquet) насеље је и општина у јужној Француској у региону Лангдок-Русијон, у департману Од која припада префектури Лиму.
По подацима из 2011. године у општини је живело 44 становника, а густина насељености је износила 1,69 становника/km². Општина се простире на површини од 25,99 km². Налази се на средњој надморској висини од 1117 метара (максималној 2.447 m, а минималној 907 m).

## Демографија
| 1962. | 1968. | 1975. | 1982. | 1990. | 1999. | 2011. |
| ----- | ----- | ----- | ----- | ----- | ----- | ----- |
| 46    | 68    | 47    | 39    | 52    | 53    | 44    |

График промене броја становника у току последњих година